# یواس‌اس کلیفتون (۱۸۶۱)
یواس‌اس کلیفتون (۱۸۶۱) (به انگلیسی: USS Clifton (1861)) یک کشتی بود. این کشتی در سال ۱۸۶۱ ساخته شد.